# 中山峰治
中山 峰治（なかやま みねはる）は日本の言語学者、教育者。米国コネチカット大学博士(Doctor of Philosophy)。オハイオ州立大学 教養学部 東アジア言語文学科教授。

## 学歴
- 早稲田大学 文学部 卒業、英語文学の学士号 取得
- 米国コネチカット大学 修士課程修了、言語学の修士号 (Master of Science) 取得
- 米国コネチカット大学 博士課程修了、言語学の博士号 (Doctor of Philosophy) 取得

## 職歴
- オハイオ州立大学 教養学部 東アジア言語文学科[2] 教授
- オハイオ州立大学 東アジア研究センター 日本研究所 編集者
- 静岡県立大学 客員教授
- 国立国語研究所 客員教授

## 著書
- Studies in Chinese and Japanese Language Acquisition, John Benjamins, 2017 [3]